# Festival Internacional de Cine de Berlín de 1963
La 13ª edición del Festival de Cine de Berlín se llevó a cabo desde el 21 de junio al 2 de julio de 1963 con el Zoo Palast como sede principal. El Oso de Oro fue otorgado ex-aequo a la cinta italiana El diablo de Gian Luigi Polidoro y Bushido de Tadashi Imai.

## Jurado
Las siguientes personas fueron escogidas para el jurado de esta edición:
Jurado oficial
- Wendy Toye, actriz y director (Reino Unido) - Presidente
- Harry R. Sokal, productor (RFA)
- Fernando Ayala, director, guionista y productor (Argentina)
- Jean-Pierre Melville, director y guionista (Francia)
- Baldev Raj Chopra, director y productor (India)
- Guglielmo Biraghi, periodista (Italia)
- Masatora Sakurai (Japón)
- Karl Malden, actor (EE. UU.)
- Günther Engels (RFA)

Jurado de cortometrajes y documentales
- T.O.S. Benson, ministro de cultura (Nigeria) - Presidente
- Charles Boost, ilustrador y escritor (Países Bajos)
- Volker Baer, periodista (RFA)
- Carlos Fernández Cuenca, periodista (España)
- Børge Høst, director, guionista y productor (Dinamarca)
- Wolfgang Kiepenheuer, director y productor (RFA)
- Abdel Rahim Sorour, (Emiratos Árabes Unidos)

## Películas en competición
La siguiente lista presenta a las películas que compiten por Oso de Oro:
| Título en español              | Título original               | Director(es)             | País                     |
| ------------------------------ | ----------------------------- | ------------------------ | ------------------------ |
| Älskarinnan                    | Älskarinnan                   | Vilgot Sjöman            | Suecia                   |
| Bushido                        | Bushidō zankoku monogatari    | Tadashi Imai             | Japón                    |
| The Caretaker                  | The Caretaker                 | Clive Donner             | Reino Unido              |
| El less wal kilab              | El less wal kilab             | Kamal El Sheikh          | Egypt                    |
| Freud, pasión secreta          | Freud: The Secret Passion     | John Huston              | EE. UU.                  |
| Garrincha – Alegria do Povo    | Garrincha – Alegria do Povo   | Joaquim Pedro de Andrade | Brasil                   |
| El diablo                      | Il diavolo                    | Gian Luigi Polidoro      | Italia                   |
| L'Immortelle                   | L'Immortelle                  | Alain Robbe-Grillet      | Francia, Italia, Turquía |
| La rimpatriata                 | La rimpatriata                | Damiano Damiani          | Italia, Francia          |
| La terraza                     | La terraza                    | Leopoldo Torre Nilsson   | Argentina                |
| El pretendiente                | Le Soupirant                  | Pierre Étaix             | Francia                  |
| Leven en dood op het land      | Leven en dood op het land     | Emile Degelin            | Bélgica                  |
| Los lirios del valle           | Lilies of the Field           | Ralph Nelson             | EE. UU.                  |
| Los inocentes                  | Los inocentes                 | Juan Antonio Bardem      | Argentina, España        |
| Mensch und Bestie              | Mensch und Bestie             | Edwin Zbonek             | RFA, Yugoslavia          |
| Mikres Aphrodites              | Mikres Aphrodites             | Nikos Koundouros         | Greece                   |
| Ha-Martef                      | Ha-Martef                     | Natan Gross              | Israel                   |
| Retalhos da Vida de Um Médico  | Retalhos da Vida de Um Médico | Jorge Brum do Canto      | Portugal                 |
| Sahib Bibi Aur Ghulam          | Sahib Bibi Aur Ghulam         | Abrar Alvi               | India                    |
| Un drôle de paroissien         | Un drôle de paroissien        | Jean-Pierre Mocky        | Francia                  |
| El fugitivo del tren de Berlín | Verspätung in Marienborn      | Rolf Hädrich             | RFA, Francia, Italia     |
| Yeolnyeomun                    | Yeolnyeomun                   | Shin Sang-ok             | Corea del Sur            |
| Yksityisalue                   | Yksityisalue                  | Maunu Kurkvaara          | Finlandia                |

| Documental y cortometraje    |                                  |                        |
| Título original              | Director(s)                      | País                   |
| Bowspelement                 | Charles Huguenot van der Linden  | Países Bajos           |
| شقایق سوزان Shaqayeq-e Suzan | Hushang Shafti                   | Irán                   |
| Garrincha, Alegria do Povo   | Joaquim Pedro de Andrade         | Brasil                 |
| Der große Atlantik           | Peter Baylis                     | RFA                    |
| The Home-Made Car            | James Hill                       | Reino Unido            |
| Merci, Monsieur Schmitz      | Alain Champeaux y Pierre Vetrine | Francia                |
| Tori                         | Errko Kivikoski                  | Finlandia              |
| Wähle das Leben              | Erwin Leiser                     | Suiza, Suecia, Austria |

## Palmarés
Los siguientes premios fueron entregados por el jurado profesional:
- Oso de Oroː 
  - El diablo de Gian Luigi Polidoro
  - Bushido de Tadashi Imai
- Oso de Plataː Nikos Koundouros por Mikres Aphrodites
- Oso de Plata a la mejor actriz: Bibi Andersson por Älskarinnan
- Oso de Plata al mejor actor: Sidney Poitier por Los lirios del valle
- Oso de Plata. Premio extraordinario del jurado: The Caretaker  de Clive Donner

Premios de Cortometrajes y documentales
- Oso de Plata (Documental): Der große Atlantik de Peter Baylis
- Oso de Oro al mejor cortometraje: Bowspelement de Charles Huguenot van der Linden
- Oso de Plata al mejor cortometraje: The Home-Made Car de James Hill
- Oso de Plata Premio Extraordinario del jurado (Corto): 
  - Tori de Errko Kivikoski
  - Shaqayeq-e Suzan de Hushang Shafti

Premios de jurado independientes
- Premio FIPRESCIː Mikres Afrodites de Nikos Koundouros
  - Mención de honor: La rimpatriata de Damiano Damiani
- Premio Interfilm: Los lirios del valle de Ralph Nelson
- Premio OCICː Los lirios del valle de Ralph Nelson
- Premio UNICRITː Los inocentes de Juan Antonio Bardem
- Premio a la juventud (Jugendfilmpreis):
- Mejor largometraje adecuado para jóvenes:
  - Ha-Martef de Natan Gross
  - El fugitivo del tren de Berlín  de Rolf Hädrich
  - Mención de honor: Los lirios del valle de Ralph Nelson
- Mejor cortometraje adecuado para jóvenes: Merci, Monsieur Schmitz de Alain Champeaux y Pierre Vetrine
  - Mención de honor: The Home-Made Car de James Hill